# قضية بيتيكوت
قضية بيتيكوت (المعروفة أيضًا باسم قضية إيتون) هي فضيحة أميركية حدثت بين عامي 1829-1831 طالت وزراء حكومة الرئيس أندرو جاكسون وزوجاتهم. قامت زوجات الوزراء (وكن يدعين بيتيكوت، وهو لباس داخلي طويل) تقودهن فلوريد كالهون، زوجة نائب الرئيس جون كالهون، بنبذ وزير الحرب جون إيتون وزوجته بيغي اجتماعياً بسبب الظروف المحيطة بزواجهما وما اعتبرنه عدم وفاء بالمعايير الأخلاقية لزوجة مسؤول حكومي. هزّت هذه القضية إدارة جاكسون وأدت إلى استقالة جميع الوزراء إلا واحدا. كما سهّلت صعود مارتن فان بيورين للرئاسة وكان لها دور جزئي في تحوّل كالهون من شخصية سياسية وطنية ذات طموح للرئاسة إلى قائد جهوي في الولايات الجنوبية.

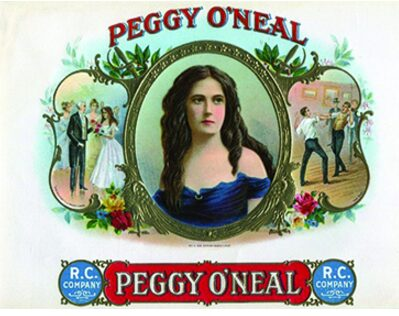
صندوق سيجار استغل شهرة وجمال بيغي أونيل، ويظهر الرئيس جاكسون أمام بيغي (يسارا) وعشيقين يقاتلان عليها (يمينا)

## الخلفية

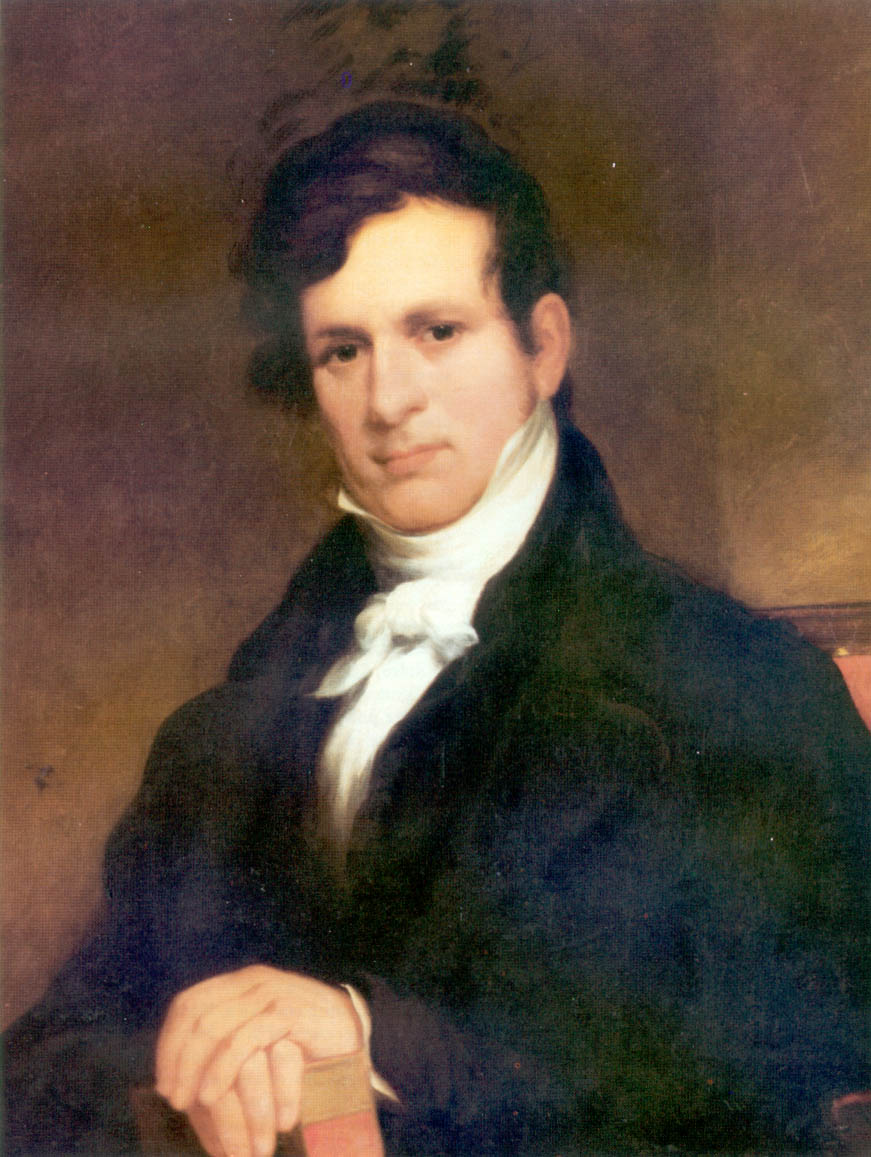
السيناتور ووزير الحرب جون إيتون، زوج بيغي أونيل إيتون

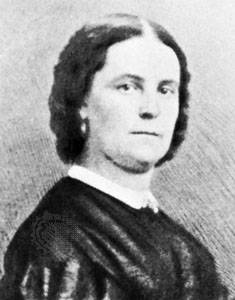
بيغي أونيل إيتون في وقت لاحق من حياتها

مارجريت «بيغي» أونيل هي ابنة ويليام أونيل، صاحب منزل فرانكلين، وهو نزل وحانة في واشنطن العاصمة كان يقع على مقربة من القصر الرئاسي، ما جعله مركزا اجتماعيا شعبيا للسياسيين والمسؤولين العسكريين. كانت مارغريت مثقفة ودرست الفرنسية وعرفت بمهارتها في العزف على البيانو. وكتب وليام ت باري، الذي أصبح مدير عام خدمة البريد لاحقا، عن بيغي ووصفها بأنها «فتاة صغيرة ساحرة تعزف على البيانو وتسلي الجموع بأغاني جيدة». وكانت سمعتها وهي صغيرة محط الكلام لأنها عملت في حانة يرتادها الرجال وكانت تجالس الزبائن. قالت مارغريت في كبرها: «كنت ألفت أنظار الرجال صغارا وكبارا وأنا لا أزال أرتدي سراويل البنات وأدحرج الأطواق مع باقي الفتيات».
حاولت بيغي أن تهرب مع ضابط في الجيش إلا أن والدها تدخل ومنع الأمر،  ثم تزوجت بيغي في عام 1816 وهي السابعة عشرة من جون تيمبرليك، وهو محاسب في البحرية الأمريكية. كان تيمبرليك وقتها في التاسعة والثلاثين من عمره، وعرف عنه إدمانه على الشراب، وكان يعاني من ديون كثيرة زمن زواجه.  أصبح آل تيمبرليك أصدقاء للسياسي جون إيتون في عام 1818؛  كان إيتون أرملا ثريا يبلغ من العمر 28 عاما، وكان قد انتخب وقتها حديثا إلى مجلس الشيوخ عن ولاية تينيسي (رغم أنه لم يصل بعد إلى الحد السني الأدنى في الدستور وهو 30 عاما)،  وكان صديقا قديما لأندرو جاكسون. بعد أن أخبر تيمبرليك صديقه إيتون عن مشاكله المالية، وحاول إيتون دون جدوى أن ينال موافقة مجلس الشيوخ على إصدار تشريع يسمح بدفع ديون تيمبرليك المتراكمة أثناء وجوده في البحرية. تمكن إيتون في نهاية من دفع ديون تيمبرليك وأمن له وظيفة مربحة في سرب البحر المتوسط بالبحرية الأمريكية؛ راجت إشاعات بأن إيتون ساعد تيمبرليك ليبعده عن واشنطن ويتواصل مع بيغي. توفي تيمبرليك في عام 1828 وهو مع سرب البحر المتوسط؛ وراجت شائعات أخرى في واشنطن بأنه قتل نفسه بسبب علاقة إيتون المفترضة مع بيغي.  (استنتج الفحص الطبي أن تيمبرليك مات بسبب ذات الرئة الناجم عن مرض رئوي). 

## الخلاف
تزوج جون وبيغي في 1 يناير 1829،  بعد وفاة زوجها بوقت قصير، بتشجيع من الرئيس جاكسون الذي أحب كليهما،  رغم أنه كان يجب أن ينتظروا حتى نهاية فترة الحداد حسب العادة.
شرح المؤرخ جون مارزاليك وجهة نظره حول الأسباب الحقيقية التي وجدها مجتمع واشنطن غير مقبولة في زواج بيغي:

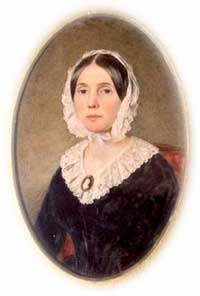
فلوريد كالهون، زوجة نائب الرئيس جون كالهون، قادت زوجات السياسيين ضد بيغي

قادت السيدة الثانية فلوريد كالهون، زوجة نائب الرئيس جون كالهون، زوجات الشخصيات السياسية الأخرى في واشنطن، وكان أبرزهم من وزراء جاكسون، في تحالف نبذ آل إيتون علنا، رفضوا زيارتهم في منزلهم أو استقبالهم كزوار، ورفضت دعوتهم للحفلات والمناسبات الاجتماعية الأخرى.

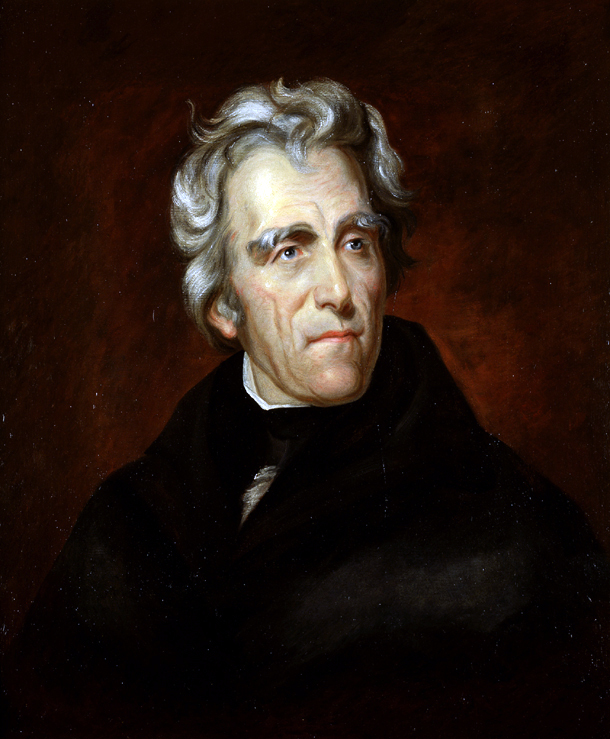
ساند الرئيس أندرو جاكسون آل إيتون في قضية بيتيكوت.

إميلي دونلسون، ابنة أخ راشيل جاكسون (زوجة أندرو جاكسون الراحلة)، كانت تشغل دور «السيدة الأولى».] وقفت إميلي مع فريق السيدة كالهون ما جعل جاكسون يستبدلها بكنته سارة يورك جاكسون كمضيفة رسمية له. كان مارتن فان بيورين (وزير الخارجية) أرملا والوزير الوحيد الذي لم يكن متزوجا، ورفع نفسه في عين جاكسون بأن ناصر آل إيتون.

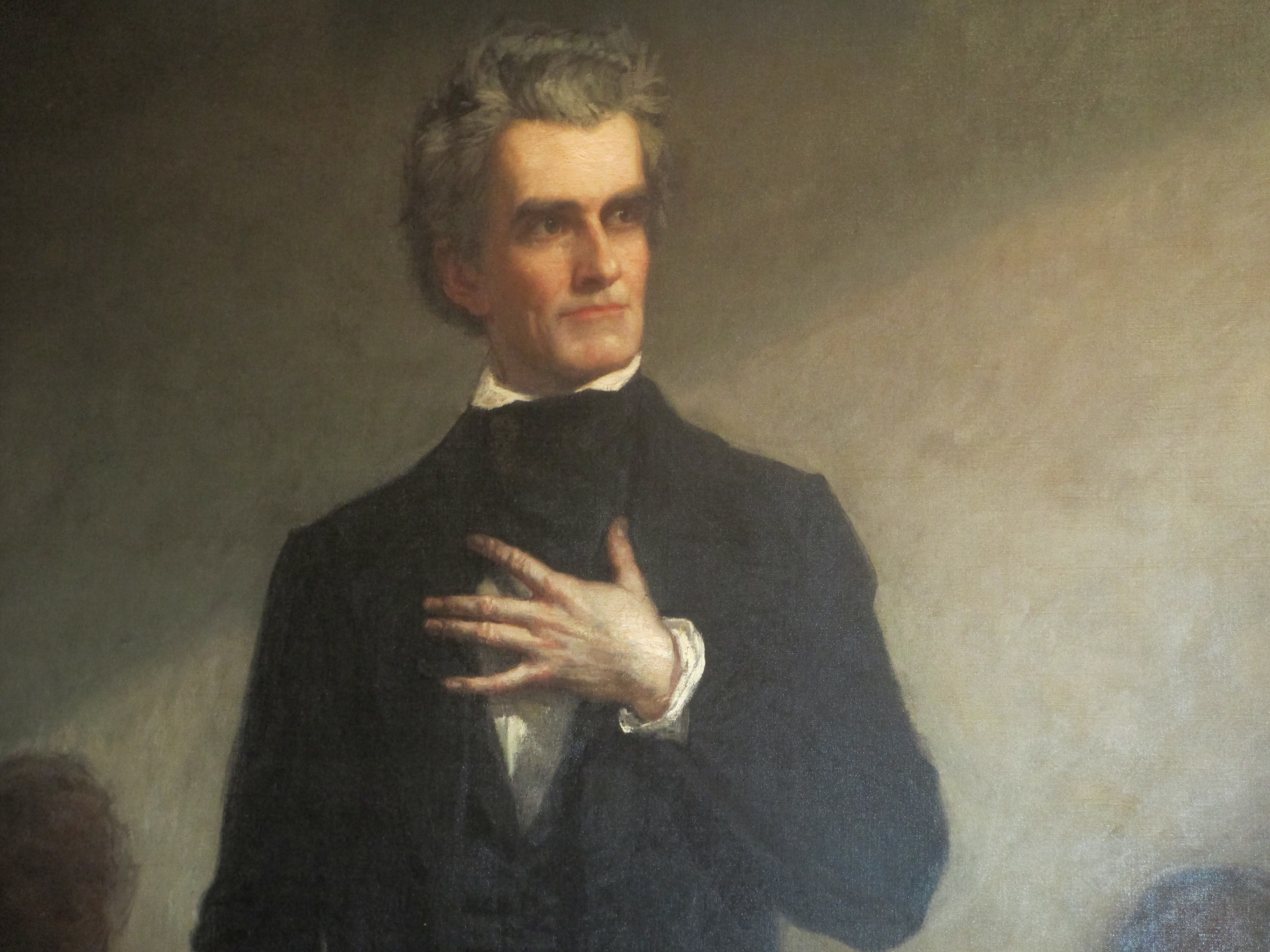
نائب الرئيس جون كالهون دعم زوجته في قضية بيتيكوت.

كان جاكسون متعاطفا مع آل إيتون، ويرجع ذلك جزئياً لأن زوجته الراحلة راشيل كانت موضع اللمز خلال حملة جاكسون الرئاسية حول ما إذا كان زواجها الأول قد انتهى بشكل قانوني قبل أن تتزوج من جاكسون. يعتقد جاكسون أن هذه الهجمات كانت سبب وفاة راشيل في 22 ديسمبر 1828، بعد عدة أسابيع من انتخابه للرئاسة.

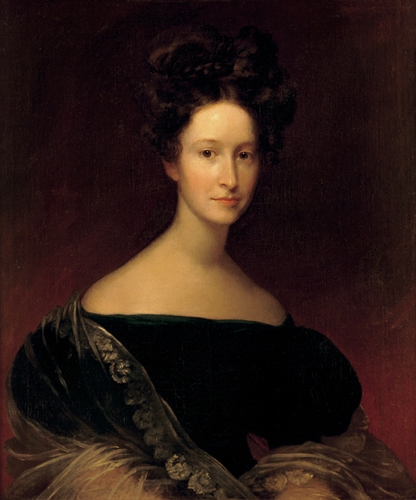
إميلي دونلسون، ابنة أخت زوجة جاكسون ومضيفته في البيت الأبيض، أيدت فلوريد كالهون.

عيّن جاكسون صديقه إيتون وزيراً للحرب، وساعد دخوله في منصب وزاري رفيع المستوى على تكثيف المعارضة اتجاه مجموعة السيدة كالهون. بالإضافة إلى ذلك، كان كالهون نقطة محورية مع معارضي جاكسون؛ إذ عارض أنصار كالهون ترشح جاكسون لفترة ثانية لأنهم أرادوا أن ينتخب كالهون رئيسا. كما أيد جاكسون التعريفة الحمائية التي عارضها كالهون التي أصبحت تعرف باسم تعرفة البغائض. كانت التعريفات الجمركية على السلع المستوردة تحظى بشعبية لدى أرباب الصناعات الشماليين لأنها تحد من المنافسة، لكن الجنوبيين عارضوها لأنها ترفع أسعار السلع التامة الصنع، ولكنها لا ترفع أسعار المواد الخام المنتجة في الجنوب. أدى الخلاف حول التعريفة الجمركية إلى أزمة الإبطال عام 1832، حيث جادل الجنوبيون بمن فيهم كالهون بأن الولايات قد ترفض الانصياع للقوانين الفيدرالية التي عارضتها، حتى إن أدى هذا إلى الانفصال عن الاتحاد، بينما تعهد جاكسون بمنع الانفصال والحفاظ على الاتحاد بأي ثمن. ولأن كالهون كان أبرز معارضي إدارة جاكسون، شعر الأخير أن نائبه وغيره من المسؤولين المناهضين له يشعلون نيران الجدل بشأن بيغي إيتون لكسب النفوذ السياسي.  وقد اتهم داف غرين، وهو أحد تلاميذ كالهون ورئيس تحرير صحيفة «يونايتد ستيتس تلغراف»، إيتون بالعمل سراً على إزالة الوزراء الموالين لحركة «كالهون» مثل صامويل د. إنجهام (الخزانة) وجون برانش (البحرية) من مناصبهم. 
قرر إيتون أن ينتقم من كالهون. ظهرت تقارير في عام 1830 تشير إلى أن كالهون (كان وقتها وزير الحرب) انتقد جاكسون بسبب غزوه لفلوريدا عام 1818. أغضبت هذه التقارير جاكسون.  طلب كالهون من إيتون لأسباب غير واضحة أن يتقدم بطلب إلى جاكسون بأن يسمح لكالهون بنشر مراسلاته مع جاكسون في زمن حرب السيمينول. لم يفعل إيتون شيئا، واعتقد كالهون أن جاكسون قد وافق على نشر الرسائل.  فقام كالهون بنشرها في التلغراف. فظهر كالهون هكذا وكأنه يحاول تبرير نفسه ضد المؤامرة، وهو ما زاد غضب الرئيس. 

## القرار
تم حل الخلاف في النهاية عندما عرض فان بيورين الاستقالة، مما منح جاكسون الفرصة لإعادة تنظيم حكومته بطلبه استقالة الوزراء المناهضين لإيتون. كان مدير عام البريد ويليام ت. باري هو الوزير الوحيد الذي ظل في منصبه، وتم تعيين إيتون في النهاية في مناصب أبعدته عن واشنطن، حيث شغل منصب حاكم إقليم فلوريدا، ثم أصبح سفيرا في إسبانيا.
في 17 يونيو، قبل يوم من استقالة إيتون رسمياً، ظهر نص في صحيفة التلغراف يفيد بأنه «ثبت» أن عائلات انغهام وبرانش والنائب العام جون بيرين رفضت مخالطة السيد إيتون. كتب إيتون إلى الرجال الثلاثة يطالبهم فيها بالرد على ما جاء في المقال. بعث انغهام برسالة غاضبة قال فيها بأنه لم يكتب المقال، ولكنه لا ينكر ما جاء فيه.  في 18 يونيو، قام إيتون بتحدي انغهام في مبارزة، ونقل الدعوى من خلال صهر إيتون، الدكتور فيليب راندولف، والذي زار انجهام مرتين، وهدده راندولف في الزيارة الثانية بأن يعتدي عليه بالضرب إذا لم يلتزم بمطالب إيتون. قام انغهام بطرد راندولف وأرسل رسالة فظة إلى إيتون في صباح اليوم التالي يرفض فيها دعوة المبارزة.  رد إيتون برسالة إلى انجهام يتهمه فيها بالجبن.  ثم أُبلغ انغهام أن إيتون وراندولف وآخرين كانوا ينوون الاعتداء عليه، فاستعان بحارس شخصي. ولكن ذلك لم يحمه من التحرش، إذ ذكر أن إيتون ورجاله كانوا يتربصون به حول مسكنه ويهددونه خلال الليلتين التاليتين. ثم غادر المدينة وعاد بسلام إلى منزله.  نقل انجهام ما حدث معه إلى جاكسون الذي طلب من إيتون الرد على هذه التهمة. اعترف إيتون بأنه «مرّ» بمكان إقامة انغهام، «لكنه لم يحاول أبدا دخول المكان أو محاصرته». 

## ما بعد القضية

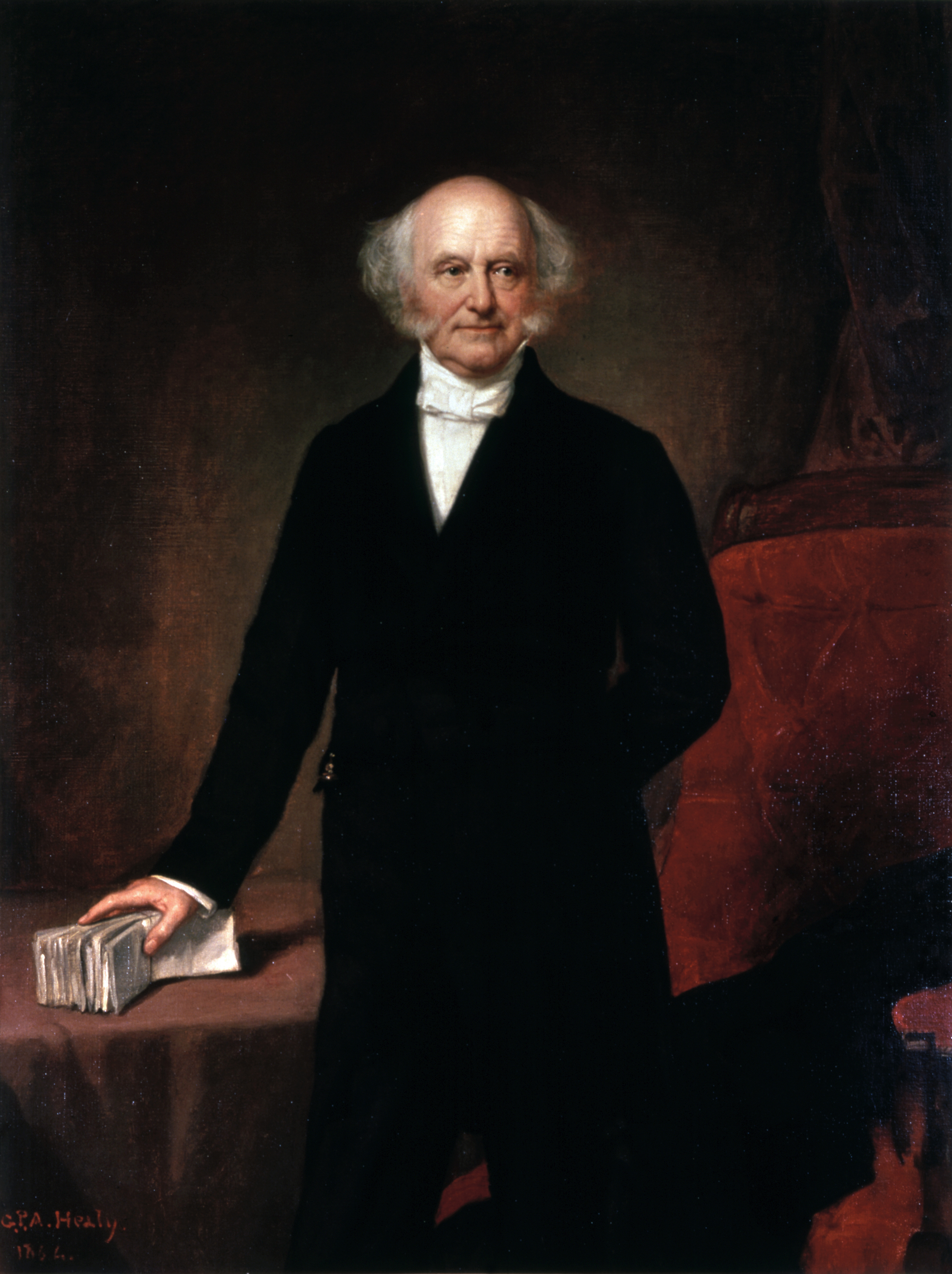
دعم وزير الخارجية مارتن فان بيورين آل إيتون، ما ساعده في الصعود إلى الرئاسة.

في عام 1832، قام جاكسون بترشيح فان بيورن ليكون سفيرا في بريطانيا العظمى. إلا أن كالهون أسقط الترشيح بأن كسر تعادل الأصوات ضده. وجعل هذا فان بيورين يبدو ضحية مشاكل سياسية تافهة أتى أساسها من مشكلة إيتون. فرفع هذا من شأن فان بيورين في نظر جاكسون.  تم ترشيح فان بورين لمنصب نائب الرئيس عندما ترشح جاكسون للمرة الثانية (والتي فاز بها) عام 1832. وخلف جاكسون عندما فاز بالانتخابات في عام 1837.
ورغم أن إميلي دونلسون أيدت فلوريد كالهون، إلا أن جاكسون طلب منها العودة لموقعها كمضيفة في اليت الأبيض بعد انتهاء الأزمة. استأنفت إميلي هذه الواجبات بالاشتراك مع سارة يورك جاكسون قبل أن تعود إلى تينيسي بعد إصابتها بالسل، تاركة سارة يورك جاكسون وحدها كمضيفة لجاكسون.
استقال جون كالهون من منصب نائب الرئيس قبل نهاية فترة ولايته بقليل، وعاد مع زوجته إلى كارولينا الجنوبية.
ذكر جاكسون لاحقا فيما يتعلق بقضية بيتيكوت: «أفضل أن تدبّ الحشرات المؤذية على ظهري عن أن تدبّ ألسنة نساء واشنطن على سمعتي». وبالنسبة لجاكسون، فقد كانت بيجي إيتون واحدة من العديد النساء اللاتي عرفهن ودافع عنهن طوال حياته. كان يعتقد أن كل امرأة دافع عنها، بما في ذلك بيغي، كانت ضحية دوافع خفية حتى يتمكن الأعداء السياسيون من إسقاطه. 
ووفقًا للمؤرخ دانيال ووكر هاو، فقد أثرت الأزمة على ظهور الحركة النسوية. تشبّثت زوجات الوزراء بفكرة أن مصالح وشرف جميع النساء كانت على المحك، وأن المرأة المسؤولة لا يجب أن تمنح الرجل أي خدمة جنسية دون ضمان الزواج. وأي امرأة تكسر هذا القانون هي سيئة السمعة ومرفوضة. ويشير هاو إلى أن هذه هي الروح النسوية التي شكلت حركة حقوق المرأة في العقد التالي. وقامت زوجات الدبلوماسيين الأوروبيين الأرستقراطيين في واشنطن بتجاهل الأمر؛ حيث كان لديهم مصلحة وطنية أهم في المقام الأول، وكن يرين سير الحياة في باريس ولندن.

## الإرث
يقول المؤرخ روبرت ريميني أنه «يمكن وصف قضية إيتون بأكملها بأنها شائنة. أفسدت سمعة العديدين وانتهت الصداقات. وكان الأمر كله بلا داعٍ». 
فيلم The Gorgeous Hussy الذي أنتج عام 1936 هو رواية خيالية لأحداث قضية بيتيكوت. حيث ظهرت جوان كراوفورد بدور بيغي أونيل، وروبرت تايلور بدور جون تيمبرليك، وليونيل باريمور في دور أندرو جاكسون، وفرانشوت تون في دور جون إيتون.